# Harold B. Cousins
 Harold B. Cousins  (* 3. Juni 1916 in Washington, D.C.; † 1992 in Brüssel, Belgien) war ein US-amerikanischer Bildhauer. Er war ein wichtiger Vertreter der Abstrakten Kunst nach dem Zweiten Weltkrieg.
Harold Cousins studierte an der Howard University in Washington, D.C., wo er von den Schriften von Alain Locke inspiriert wurde. Nach seiner Militärzeit im Zweiten Weltkrieg bei der United States Coast Guard von 1943 bis 1945 kehrte er nach Washington zurück und begann ein Kunststudium an der Howard University, das er 1947 abschloss. Er wurde ab 1946 als Bildhauer tätig.
Im Jahr 1948 zog Cousins nach New York City und studierte an der Art Students League bei William Zorach, Reginald Marsh und Will Barnett. 1949 verließ Cousins die USA dauerhaft, zog nach Paris und studierte bei Ossip Zadkine an der Académie de la Grande Chaumière.
Cousins begann seine Bildhauerei mit Skulpturen aus Terrakotta und Holz. Später wechselte er zu Metallskulpturen. In den 1950er-Jahren erlernte er die Technik der verschweißten Stahlskulpturen von Shinkichi Tajiri. Im Jahr 1957 begann Cousins seine “plaitons” zu fertigen: Skulpturen, die aus verschweißten Metall-Platten bestanden und die sein Werk fortan charakteristisch prägten. In dieser Zeit bekam seine Kunst internationale Aufmerksamkeit und Anerkennung. Cousins hatte 1952 erste Ausstellungsbeteiligungen in New York, Toronto, Paris und anderen europäischen Städten. Seine erste Einzelausstellung fand in Amsterdam statt. Im Jahr 1959 ist Harold Cousins Teilnehmer der documenta II in Kassel.
Seine Arbeiten in den fünfziger und 1960er-Jahren sind von politisch-kritischen Inhalten geprägt, so lauten zum Beispiel die Titel einiger Skulpturen: Political Prisoner (1954) oder Slave (1963).
Cousins lebte bis 1967 in Paris, danach zog er nach Brüssel, wo er bis zu seinem Lebensende im Jahr 1992 wohnte und arbeitete.